# ماتيو دينيس
ماتيو دينيس هو كاتب سيناريو ومخرج كندي، ولد في 1977 في مونتريال في كندا.

## وصلات خارجية
- ماتيو دينيس على موقع IMDb (الإنجليزية)
- ماتيو دينيس على موقع قاعدة بيانات الفيلم (الإنجليزية)